# Amstel Gold Race 1971
L'Amstel Gold Race 1971 fou la 6a edició de l'Amstel Gold Race. La cursa es va disputar el 28 de març de 1971. El vencedor final va ser el belga Frans Verbeeck, que va imposar-se a l'esprint als seus companys d'escapada en la meta de Meerssen.
123 ciclistes hi van prendre part, acabant la cursa 47 d'ells.

## Classificació final
|    | Ciclista            | Equip                    | Temps      |
| -- | ------------------- | ------------------------ | ---------- |
| 1  | Frans Verbeeck      | Watney-Avia              | 6h 11' 53" |
| 2  | Gerben Karstens     | Goudsmit-Hoff            | m. t.      |
| 3  | Roger Rosiers       | Bic                      | m. t.      |
| 4  | Georges Pintens     | Hertekamp-Magniflex-Novy | m. t.      |
| 5  | Herman van Springel | Molteni-Arcore           | m. t.      |
| 6  | Jos Deschoenmaecker | Molteni-Arcore           | m. t.      |
| 7  | Gerard Vianen       | Fagor-Mercier-Hutchinson | m. t.      |
| 8  | Roger Swerts        | Molteni-Arcore           | m. t.      |
| 9  | Jos Spruyt          | Molteni-Arcore           | + 1' 32"   |
| 10 | Jan Krekels         | Goudsmit-Hoff            | m. t.      |